# 33 (numero)
Trentatré (cf. latino triginta tres, greco τρεῖς καὶ τριάκοντα) è il numero naturale dopo il 32 e prima del 34.

## Proprietà matematiche
- È un numero dispari.
- È un numero composto dai seguenti 4 divisori: 1, 3, 11, 33. Poiché la somma dei divisori (escluso il numero stesso) è 15 < 33, è un numero difettivo.
- È il più grande numero intero che non possa essere espresso come somma di numeri triangolari differenti.
- È un numero idoneo.
- È il primo termine della tripletta più piccola di numeri semiprimi consecutivi: 33-34-35. Un numero semiprimo è un numero che ha solo due fattori primi.
- 33 = 1! + 2! + 3! + 4!.
- È il più piccolo numero palindromo cui, inserendo 1 fra le sue cifre, si ottiene 313 che è un numero primo. È il terzo numero palindromo (precede il 44 e segue il 22).
- È la somma di due quinte potenze: 33 = 25 + 15.
- È un numero semiprimo.
- È parte delle terne pitagoriche (33, 44, 55), (33, 56, 65), (33, 180, 183), (33, 544, 545).
- È un numero palindromo nel sistema numerico binario.
- È un numero a cifra ripetuta nel sistema di numerazione posizionale a base 32 (11) e nel sistema numerico decimale.
- È un numero fortunato.
- È un numero intero privo di quadrati.

## Astronautica
- Cosmos 33 è un satellite artificiale russo.

## Astronomia
- 33P/Daniel è una cometa periodica del sistema solare.
- 33 Polyhymnia è un asteroide della fascia principale del sistema solare.
- NGC 33 è una stella doppia della costellazione dei Pesci.

## Biologia
- Una colonna vertebrale umana normale ha 33 vertebre.
- Trentatré è la parola che il medico chiede di pronunciare in maniera ben scandita al paziente per valutare il fremito vocale tattile, ovvero la trasmissione della vibrazione delle corde vocali alla parete toracica.

## Chimica
- È il numero atomico dell'arsenico (As).

## Convenzioni

### Linguaggio
- L'alfabeto cirillico russo ha 33 lettere.
- L'alfabeto copto è formato da 33 simboli.
- Nell'alfabeto Hindi ci sono 33 consonanti.
- La lingua italiana ha 33 suoni.
- Secondo un famoso scioglilingua,  33.

### Telefonia
- È il prefisso telefonico internazionale francese, da premettere per le chiamate internazionali dirette per la Francia.

### Smorfia
- Nella smorfia il numero 33 sono gli anni di Cristo.

## Fisica
- È il punto di ebollizione dell'acqua nella scala Newton.

## Geografia
- La Repubblica di Kiribati consiste di 33 isole sparse in 3860 km² nell'Oceano Pacifico.
- La Cina è formata da 33 province ed altre suddivisioni territoriali.
- L'Indonesia è suddivisa in 33 province

## Letteratura
- La Divina Commedia di Dante è composto da 100 canti suddivisi in tre cantiche di 33 canti ciascuna, più un canto introduttivo posto all'inizio dell'Inferno.
- Trentatré (casa editrice) — casa editrice di Fermo.

## Musica
- Dagli ultimi anni cinquanta agli ultimi anni ottanta i dischi musicali più diffusi sono stati i 33 giri, cioè i dischi letti dai grammofoni con velocità di rotazione di 33⅓ giri al minuto.
- Il Trentatré è anche il nome con cui è conosciuto l'inno delle truppe alpine dell'Esercito Italiano, così chiamato perché, in origine, era l'inno del 33º reggimento artiglieria, a suo tempo inquadrato nelle truppe alpine.

## Numerologia
- Il  33 è il più alto grado del Rito scozzese antico ed accettato della Massoneria[1][2].

## Religione
- Secondo i Vangeli sono gli anni che visse Gesù Cristo.
- Il re Davide ha regnato a Gerusalemme per 33 anni.
- Il pontificato di Papa Giovanni Paolo I è durato 33 giorni.
- È il numero delle volte in cui è menzionato il nome di Dio nella Genesi.
- È l'età dei morti in paradiso secondo l'Islam.
- È l'età di Giuseppe quando sposò la Vergine Maria.

## Simbologia
- Nella teoria dei bioritmi di Swoboda e Fliess, il ciclo Intellettuale dura 33 giorni e influenza la logica, il ragionamento, la perspicacia, la vivacità mentale. Ma più che l'intelligenza riguarda la facilità di accogliere contemporaneamente un numero più o meno grande di idee, immagini e sensazioni. Nei giorni critici, il 1º e il 16º giorno e ½, potete mancare di misura e riflessione, meglio non avviare importanti transazioni o lavori.

## Sport
- Il 33 è il numero portato da Marco Melandri, campione della classe 250 del Motomondiale nel 2002, da quando corre in MotoGP.
- Numero portato da Scottie Pippen (ex cestista statunitense).
- Il numero di maglia portato dall'ex cestista statunitense Larry Bird.
- Il numero della Red Bull di Formula 1 del pilota Max Verstappen.

## Storia
- I Trentatré Orientali (In Spagnolo Treinta y tres Orientales) è il nome di un gruppo di rivoluzionari comandati da Juan Antonio Lavalleja.